# Arquelau (fill de Temen)
Arquelau (en grec antic Ἀρχέλαος), va ser, segons la mitologia grega, un fill de Temen, descendent d'Hèracles.
Va ser expulsat d'Argos pels seus germans que pretenien el tron, i va marxar a Macedònia al palau del rei Cisseu, en un moment que aquest rei es trobava assetjat per uns enemics i estava a punt de ser vençut. Cisseu va prometre a Arquelau la seva filla si l'ajudava a vèncer l'enemic. Com havia fet el seu avantpassat Hèracles, Arquelau va restablir la situació en un sol combat i va salvar el regne de Cisseu. El rei, influït per alguns consellers, no li va donar la recompensa que li havia promès, i va disposar l'assassinat d'Arquelau. Va manar construir una gran fossa, la va omplir de brases ardents i la tapà amb branquillons perquè hi morís Arquelau. Però aquest, previngut per un esclau, va demanar a Cisseu una entrevista privada i el va precipitar a la fossa. Després, un oracle d'Apol·lo li va dir que marxés de la ciutat seguint una cabra que va trobar pel camí. L'animal el va portar a l'indret de la ciutat d'Ege (Macedònia), i allà Arquelau va fundar la ciutat a la que donà aquest nom, derivat del nom de cabra (αίξ). Aquesta ciutat va ser després Vergina, capital del regne de Macedònia durant molts anys.
La tradició deia que Arquelau va ser un avantpassat d'Alexandre el Gran.